# Trachelipus cavaticus
Trachelipus cavaticus là một loài chân đều trong họ Trachelipodidae. Loài này được Schmalfuss, Paragamian & Sfenthourakis miêu tả khoa học năm 2004.